# Charles FitzGerald (baron)
Charles James FitzGerald (ur. 30 czerwca 1756, zm. 18 lutego 1810 w Ardglass Castle w Irlandii) – brytyjski arystokrata i wojskowy, młodszy syn Jamesa FitzGeralda, 1. księcia Leinster i lady Emilii Lennox, córki 2. księcia Richmond i Lennox.
Służył w Royal Navy. W 1780 r. otrzymał stopień kapitana. W 1799 r. był kontradmirałem, a w 1805 r. wiceadmirałem. W 1800 r. otrzymał tytuł barona Lecale, ale ponieważ ten tytuł utworzono w parostwie Irlandii, lord Lecale nie miał prawa do zasiadania w brytyjskiej Izbie Lordów. Zasiadał za to w Izbie Gmin w 1807 r., reprezentując okręg Arundel. Był również członkiem Tajnej Rady.
18 lipca 1808 r. poślubił w Londynie Julię, kobietę nieznanego pochodzenia, swoją wieloletnią kochankę. Miał z nią syna i córkę:
- Anna Maria FitzGerald
- Henry FitzGerald (przed 1785 - 14 września 1803), zginął w bitwie morskiej pod Civita Vecchia